# 훌리오 카르데뇨사
훌리오 카르데뇨사 로드리게스(스페인어: Julio Cardeñosa Rodríguez, 1949년 10월 27일, 카스티야 이 레온 주 바야돌리드 ~)는 스페인의 전 축구 선수로, 현역 시절 중앙 미드필더로 활약하였다.
그는 오랜 현역 생활의 대부분을 베티스에서 보냈는데, 30대 말에 은퇴한 곳도 베티스이다. 그는 스페인 국가대표팀 일원으로 FIFA 월드컵과 UEFA 유럽 축구 선수권 대회에 각각 1번씩 참가하기도 했다.

## 클럽 경력
카르데뇨사는 카스티야 이 레온 주 바야돌리드 사람으로, 연고지의 바야돌리드에서 베티스로 1974년에 이적해 은퇴하기 전까지 안달루시아 연고 구단에서 활동했다. 왼발잡이었던 그는 탁월한 기술을 이용해 자신의 빈약한 체격을 보완하였고, 안달루시아 연고 구단 소속으로 412번의 리그 경기에 출전(이 중 10시즌에 걸쳐 307경기는 라 리가 경기였다)하였고, 소속 구단의 1976–77 시즌 코파 델 레이 우승에 일조하였다.
카르데뇨사는 거의 36세가 되어서 축구화를 벗고, 안달루시아 지역의 구단들을 주로 감독했다. 그는 우선 베티스 유소년부의 감독을 맡았고, 1군 감독직도 2번이나 맡았지만 별 소득이 없었는데, 1990–91 시즌에는 7경기를 지휘했지만, 1부 리그에서 강등되는 비극을 맞이했다.
2010년, 카르데뇨사는 베티스에 복귀해 페페 멜 신임 감독을 보좌할 감독진의 일원이 되었다.

## 국가대표팀 경력
카르데뇨사는 스페인 국가대표팀 경기에 8번 출전하였다. 그는 1977년 11월 30일, 유고슬라비아와의 1978년 FIFA 월드컵 예선전에 90분 출전하여 국가대표팀 첫 경기를 치렀고, 스페인은 적지에서 1-0 승리를 챙겼다.
카르데뇨사는 아르헨티나에서 열린 대회 본선에 참가할 선수 명단에도 이름을 올렸다. 그러나, 그는 0-0으로 비긴 브라질과의 조별 리그 경기에서 결정적인 득점 기회를 날려버렸는데, 이것이 화근이 되어 스페인은 남아메리카 국가에게 밀려 조별 리그를 넘지 못했다. 그는 UEFA 유로 1980에서도 자국을 대표로 출전했다.

## 수상
베티스
- 코파 델 레이: 1976–77[3]